# Yeyi
Los yeyi son un pequeño grupo etnolingüístico que vive a ambos lados de la frontera entre Botsuana y Namibia (región de Caprivi).
El número de yeyi es aproximadamente de 50.000 personas. La mayor parte de ellos viven en Botsuana. Se estima que tan solo la mitad de ellos hablan siyeyi (también llamado yeyi).
Los yeyi de Namibia se ven obligados a recurrir al inglés, subiya-sifwe, o al lozi para comunicarse con otras personas, mientras que en Botsuana recurren al setswana.
Se teme que su número disminuya en el futuro si las tendencias de reemplazar su idioma continúan. Al ir perdiendo la identidad lingüística se hace más fácil su asimilación por otras tribus.
- Datos: Q4205797
- Multimedia: Yeyi people / Q4205797